# Old South Meeting House
La Old South Meeting House è uno storico edificio della chiesa congregazionalista situato all'angolo tra Milk e Washington Street nell'area di Downtown Crossing a Boston, Massachusetts. Costruita nel 1729, divenne famosa per essere stato il luogo di raduno per il Boston Tea Party il 16 dicembre 1773. Cinquemila o più coloni si radunarono alla Meeting House, che all'epoca era l'edificio più grande di Boston.